# Dušan Vlahović
Dušan Vlahović (Kirin Serbia: Душан Влаховић; sinh ngày 28 tháng 1 năm 2000) là một cầu thủ bóng đá chuyên nghiệp người Serbia hiện đang thi đấu ở vị trí tiền đạo cắm cho câu lạc bộ Serie A Juventus và đội tuyển bóng đá quốc gia Serbia.
Vlahović bắt đầu sự nghiệp tại Partizan, ra mắt vào năm 2016. Sau khi giúp câu lạc bộ vô địch giải vô địch quốc gia Serbia 1 lần và Cúp Bóng đá Serbia 2 lần, Vlahović đã chuyển sang câu lạc bộ Ý Fiorentina năm 2018, anh đã được trao Giải cầu thủ trẻ xuất sắc nhất Serie A trong mùa 2020–21, sau khi ghi được 21 bàn thắng ở giải đấu. Vào tháng 1 năm 2022, anh chuyển sang Juventus.
Vlahović có trận ra mắt đội tuyển quốc gia Serbia tại UEFA Nations League vào năm 2020. Anh đã ghi được bốn bàn thắng tại Vòng loại World Cup 2022, giúp đội tuyển giành được vé tham dự vòng chung kết.

## Sự nghiệp câu lạc bộ

### Đầu đời
Sinh ra ở Beograd, Vlahović bắt đầu chơi bóng ở trường bóng đá Altina Zemun, tại đây, anh chủ yếu thi đấu với những cầu thủ lớn tuổi hơn. Sau đó, anh thi đấu cho OFK Beograd trong 3 tháng, và thi đấu một trận cho Sao Đỏ Beograd.

### Partizan
Vào mùa hè năm 2014, Vlahović gia nhập đối thủ Partizan. Anh ký hợp đồng chuyên nghiệp đầu tiên với Partizan vào năm 2015, khi mới 15 tuổi. Đầu năm 2016, Vlahović gia nhập đội một dưới thời huấn luyện viên Ivan Tomić và được trao chiếc áo số 9. Anh ra mắt Serbian SuperLiga vào ngày 21 tháng 2 trước OFK Beograd, với tư cách là cầu thủ ra mắt trẻ nhất trong lịch sử của Partizan. Trong trận đấu tiếp theo, diễn ra vào ngày 27 tháng 2, Vlahović trở thành cầu thủ trẻ nhất chơi trận derby Eternal, trong đó anh được thay ra ở đầu hiệp hai.
Vào ngày 2 tháng 4, Vlahović ghi bàn thắng đầu tiên trong sự nghiệp cho Partizan vào lưới Radnik Surdulica trong chiến thắng 3–2 trên sân nhà, và trở thành cầu thủ ghi bàn trẻ nhất trong lịch sử câu lạc bộ. Anh cũng đã ghi một bàn thắng trong trận bán kết cúp quốc gia với Spartak Subotica vào ngày 20 tháng 4, giành chiến thắng 3–0 trên sân khách. Anh ấy đã được theo dõi bởi một số đội bóng lâu đời ở châu Âu, bao gồm Arsenal, Anderlecht và Juventus với Partizan đã từ chối mọi lời đề nghị. Vlahović đã ghi một bàn thắng trong trận chung kết Cúp bóng đá Serbia 2015–16 trước Javor Ivanjica, giúp đội bóng của anh giành chiến thắng 2–0.
Vlahović chơi trận đầu tiên trong mùa giải mới gặp Zagłębie Lubin vào ngày 21 tháng 7, trong trận lượt về vòng sơ loại thứ hai UEFA Europa League 2016–17; đó là trận ra mắt châu Âu của anh ấy cho Partizan. Vlahović bắt đầu trận đấu đầu tiên trong trận đấu thứ hai của mùa giải 2016–17, trong trận đấu trên sân khách với Napredak Kruševac.

### Fiorentina

#### 2019–2021: Những mùa giải đầu tiên

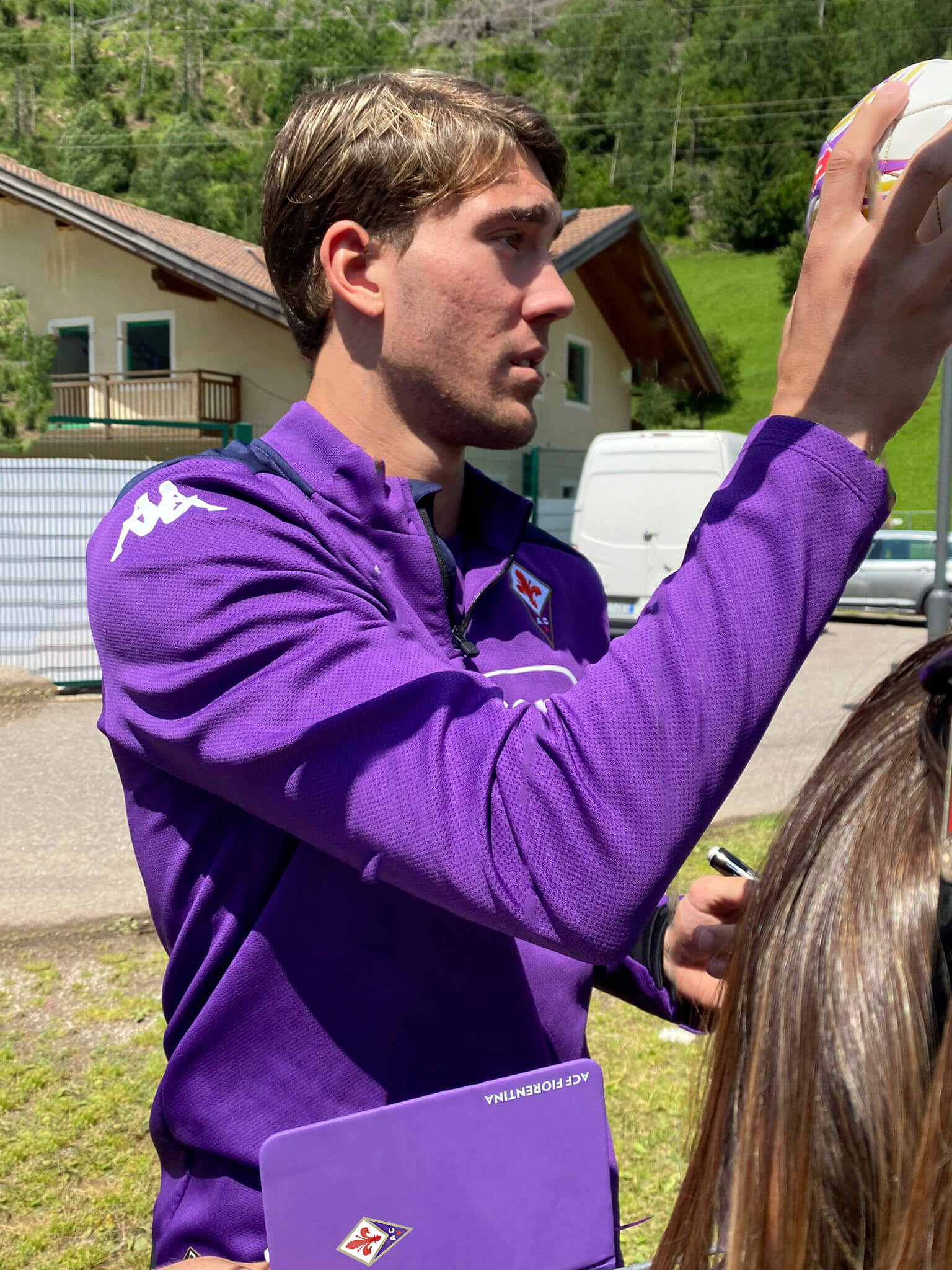
Dušan Vlahović ký tặng fan trong trại huấn luyện trước mùa giải ở Moena, Ý, vào mùa hè năm 2021.

Vào tháng 6 năm 2017, Vlahović ký hợp đồng sơ bộ 5 năm với Fiorentina, hợp đồng chính thức vào ngày sinh nhật thứ 18 của anh, vào ngày 28 tháng 1 năm 2018. Vlahović chính thức được Fiorentina mua vào ngày 22 tháng 2 năm 2018, chọn số áo 18. Do các quy tắc hành chính, anh ấy không thể thi đấu cho đến ngày 1 tháng 7 năm 2018. Ban đầu được đăng ký cho đội U-19 của Fiorentina, Vlahović, 18 tuổi, ra mắt đội một cho Fiorentina vào ngày 25 tháng 9 năm 2018, trong trận thua 1–2 tại Serie A trước Inter Milan; trong quá trình này, anh ấy trở thành cầu thủ đầu tiên sinh vào những năm 2000 đại diện cho câu lạc bộ. Vào ngày 9 tháng 12, anh trở thành cầu thủ đầu tiên sinh vào những năm 2000 bắt đầu cho Viola, góp mặt trong trận hòa 3–3 trước Sassuolo. Anh ấy đã có 10 lần ra sân cùng đội một trong mùa giải 2018–19. Trong mùa giải đó, Vlahović đã vô địch Coppa Italia Primavera 2018–19, ghi một cú đúp vào lưới Torino ở trận chung kết lượt đi, và một quả phạt đền ở trận lượt về.
Trong mùa giải tiếp theo, Vlahović trên thực tế đã được đưa vào đội một. Vào ngày 18 tháng 8 năm 2019, Vlahović ghi bàn đầu tiên cho Fiorentina, một cú đúp trong chiến thắng 3–1 trước Monza ở vòng ba của 2019–20 Coppa Italia. Bàn thắng đầu tiên của anh ấy đến vào ngày 10 tháng 11, ghi một cú đúp trong trận thua 5–2 trước Cagliari. Vlahović kết thúc mùa giải với 8 bàn thắng sau 34 lần ra sân.

#### 2020–2022: Đột phá và Cầu thủ trẻ xuất sắc nhất Serie A
Trong mùa giải 2020–21, Vlahović ngày càng tìm thấy nhiều khoảng trống đá chính hơn, đặc biệt là sau sự xuất hiện của Cesare Prandelli khi dẫn dắt Fiorentina. Vào ngày 22 tháng 12 năm 2020, anh đóng góp một bàn thắng vào chiến thắng trên sân khách của Fiorentina ở Turin trước Juventus (3–0), đánh dấu chiến thắng đầu tiên của Viola trên sân nhà của Bianconeri sau 12 năm. Vào ngày 13 tháng 3 năm 2021, Vlahović ghi hat-trick đầu tiên trong sự nghiệp trong chiến thắng 4–1 trước Benevento. Anh kết thúc năm với tổng cộng 21 bàn thắng, giành danh hiệu Cầu thủ trẻ xuất sắc nhất Serie A.
Vlahović bắt đầu mùa giải 2021–22 bằng cách ghi một cú đúp trong chiến thắng 4–0 trước Cosenza ở vòng đầu tiên của Coppa Italia 2021–22. Vào ngày 31 tháng 10 năm 2021, anh lập hat-trick trong chiến thắng 3–0 trước Spezia. Vào ngày 19 tháng 12 năm 2021, Vlahović ghi bàn thắng thứ 33 tại Serie A trong năm dương lịch; anh ấy trở thành cầu thủ duy nhất, cùng với Cristiano Ronaldo vào năm 2020, làm được điều này kể từ năm 1951. Trong mùa giải rưỡi trước đó của anh ấy tại Fiorentina, Vlahović đã ghi được 38 bàn thắng ở giải đấu, nhiều hơn bất kỳ cầu thủ tích cực nào khác ở cùng một khoảng thời gian. Anh cũng là cầu thủ duy nhất ở 5 giải đấu hàng đầu châu Âu sinh sau năm 2000, cùng với Erling Haaland, đã ghi ít nhất 40 bàn thắng ở 5 giải đấu hàng đầu châu Âu.

### Juventus
Các báo cáo của giới truyền thông chủ yếu tập trung vào việc Arsenal theo đuổi Vlahović, tuy nhiên vào ngày 28 tháng 1 năm 2022, sinh nhật lần thứ 22 của anh ấy, Vlahović đã ký hợp đồng với Juventus với thời hạn 4 năm rưỡi; trong một thỏa thuận trị giá 70 triệu euro, cộng với 10 triệu euro tiền thưởng liên quan đến hiệu suất, khiến anh trở thành vụ chuyển nhượng đắt giá nhất trong kỳ chuyển nhượng mùa đông Serie A. Chủ tịch Fiorentina, Rocco Comisso trong một cuộc phỏng vấn sau đó đã nhận xét về các đặc vụ của Vlahović; 'Mọi người đều thấy rõ ràng rằng họ đã có một thỏa thuận với ai đó...', ám chỉ rằng những người tùy tùng của anh ấy đã đưa ra một thỏa thuận bí mật với Juventus trong những tháng trước đó. Anh đã chọn mặc chiếc áo số 7, trước đây của Cristiano Ronaldo. Anh ra mắt cho Juventus vào ngày 6 tháng 2, và ghi bàn mở tỷ số trong chiến thắng 2–0 trước Hellas Verona. Vào ngày 22 tháng 2, Vlahović có trận đấu đầu tiên tại UEFA Champions League, trận hòa 1–1 trước Villarreal. Anh ghi bàn chỉ sau 33 giây, trở thành cầu thủ ra mắt nhanh nhất và là cầu thủ ra mắt Juventus trẻ thứ hai ghi bàn ở Champions League. Bốn ngày sau, anh ghi cú đúp đầu tiên cho Juventus, giúp đội bóng của anh giành chiến thắng 3–2 trước Empoli.
Vào ngày 16 tháng 4, Vlahović trở thành cầu thủ trẻ thứ hai không phải người Ý ghi được 50 bàn thắng ở Serie A , sau Alexandre Pato, với bàn gỡ hòa muộn trong trận hòa 1–1 trước Bologna. Vào ngày 11 tháng 5, anh ghi bàn thắng ở phút thứ 52 trong trận thua 2–4 của Juventus trước Inter trong trận Chung kết Coppa Italia 2022, dù giúp Juventus vươn lên dẫn trước. Mặc dù thua trận chung kết, Vlahović vẫn là vua phá lưới của giải đấu với bốn bàn thắng, ba bàn còn lại được ghi trong thời gian anh thi đấu cho Fiorentina. Năm ngày sau, anh ghi bàn thắng thứ 24 trong mùa giải trong trận hòa 2–2 trên sân nhà trước Lazio, trở thành cầu thủ Serbia ghi nhiều bàn thắng nhất trong lịch sử Serie A, cùng với Dejan Stanković.
Vào ngày 1 tháng 7, Vlahović đổi số áo thi đấu của mình từ 7 thành 9, trước mùa giải 2022–23. Trong vòng đấu đầu tiên của Serie A, ngày 15 tháng 8, anh ghi một cú đúp trong chiến thắng 3–0 trên sân nhà trước Sassuolo. Vlahović đã có một khởi đầu khó khăn cho mùa giải mới khi bị đa chấn thương gân khoeo khiến thời gian thi đấu của anh ấy bị hạn chế. Tuy nhiên, sau khi bình phục được nửa mùa giải, anh ấy đã ghi bàn thắng cho Juventus trong trận hòa 1–1 trên sân nhà trước Nantes ở vòng play-off Europa League.

## Sự nghiệp quốc tế

### Các đội tuyển trẻ
Khi khoác áo U-15 Serbia, Vlahović đã có 1 một hat-trick trong trận đấu với U-15 Cộng hòa Séc vào ngày 16 tháng 4 năm 2015. Anh đã được gọi vào đội U-16 Serbia vào cuối năm 2015, có trận ra mắt trước U-16 Ba Lan vào ngày 27 tháng 10 năm 2015. Vào tháng 8 năm 2016, Vlahović được gọi vào đội U-19 Serbia cho một giải đấu tưởng niệm ("Stevan Ćele Vilotić"), anh đã ra mắt trong trận đấu mở màn giải đấu trước U-19 Hoa Kỳ. Trong trận đấu thứ hai của giải đấu đó, anh đã ghi một bàn thắng vào lưới U-19 Pháp. Sau khi Serbia đánh bại U-19 Israel trong trận đấu cuối cùng, Vlahović đã được đề cử cho giải thưởng cầu thủ xuất sắc nhất giải đấu.

### Đội tuyển cấp cao
Vlahović có trận ra mắt Đội tuyển quốc gia Serbia vào ngày 11 tháng 10 năm 2020, trong trận đấu với Hungary tại UEFA Nations League 2020–21. Anh ghi bàn thắng quốc tế đầu tiên vào ngày 18 tháng 11, trong chiến thắng 5–0 trên sân nhà trước Nga tại Nations League. Sau đó, Vlahović bắt đầu vào phong độ ghi bàn sung mãn cho đội tuyển quốc gia của anh ấy, với bốn bàn thắng, bao gồm một cú đúp vào lưới Azerbaijan vào ngày 12 tháng 10 năm 2021, chứng tỏ vai trò quan trọng khi Serbia giành quyền tham dự FIFA World Cup 2022 vơi vị trí đầu bảng vòng loại trước nhà cựu vô địch châu Âu, Bồ Đào Nha , sau khi đánh bại họ 2–1 trên sân khách.
Vào tháng 11 năm 2022, anh được chọn vào đội tuyển Serbia tham dự FIFA World Cup 2022 tại Qatar. Anh thi đấu các trận vòng bảng gặp Brasil và Thụy Sĩ. Trong một trận đấu với Thụy Sĩ, anh ấy đã ghi một bàn thắng. Serbia đứng thứ tư trong bảng.

## Phong cách thi đấu
Vlahović là một tiền đạo toàn diện, được biết đến với thể chất, kỹ thuật và nhãn quan ghi bàn. Anh xuất sắc trong việc nhận bóng ở khu vực trung tâm hoặc bên trong kênh bên phải hoặc bên trái và duy trì quyền kiểm soát. Anh có nhiều khía cạnh trong lối chơi giữ bóng và liên kết của mình. Khả năng tốt nhất của anh ấy là sức mạnh để giữ bóng, sau đó là khả năng xoay người và lừa bóng qua hậu vệ đầu tiên. Khi chơi cho Fiorentina, anh ấy thường xuyên nhận bóng dưới sức ép từ đường bóng dài hoặc liên kết với các tiền vệ của mình.
Vlahović là một người vận chuyển bóng rất hiệu quả, và cách chính của anh ấy để giữ quyền sở hữu và luân chuyển bóng là sử dụng sức mạnh khi tiếp xúc và sử dụng khả năng rê bóng siêu hạng của mình để né tránh người theo kèm. Anh ấy có thể thu hút các hậu vệ đối phương và tạo khoảng trống cho đồng đội hoặc cho chính mình bằng những pha rê bóng. Vlahović là một cầu thủ mạnh mẽ và lâm sàng trong vòng cấm, một cầu thủ dứt điểm hiểm hóc trong vòng cấm, vì anh ấy có thể giữ vị trí của mình để dồn đối phương trở lại vòng cấm của họ, trước khi nhanh chóng di chuyển vào các đường biên như của anh ấy nhóm tìm cách xác định vị trí các khu vực trong phần ba cuối cùng. Phong cách chơi bóng của anh khiến anh được so sánh với Cristiano Ronaldo, Erling Haaland và Jamie Vardy.

## Đời tư
Thần tượng của Vlahović là Zlatan Ibrahimović, Stevan Jovetić và Franck Ribéry. Vlahović cũng theo dõi Moto GP. Vlahović cũng đã chơi bóng rổ từ năm 2004.

## Thống kê sự nghiệp

### Câu lạc bộ
Tính đến ngày 22 tháng 5 năm 2023
| Câu lạc bộ          | Mùa giải            | Giải đấu            | Giải đấu | Giải đấu | Cúp quốc gia | Cúp quốc gia | Châu lục | Châu lục | Tổng cộng | Tổng cộng |
| Câu lạc bộ          | Mùa giải            | Hạng đấu            | Trận     | Bàn      | Trận         | Bàn          | Trận     | Bàn      | Trận      | Bàn       |
| ------------------- | ------------------- | ------------------- | -------- | -------- | ------------ | ------------ | -------- | -------- | --------- | --------- |
| Partizan            | 2015–16             | Serbian SuperLiga   | 14       | 1        | 4            | 2            | —        | —        | 18        | 3         |
| Partizan            | 2016–17             | Serbian SuperLiga   | 7        | 0        | 1            | 0            | 1        | 0        | 9         | 0         |
| Partizan            | 2017–18             | Serbian SuperLiga   | 0        | 0        | 0            | 0            | 0        | 0        | 0         | 0         |
| Partizan            | Total               | Total               | 21       | 1        | 5            | 2            | 1        | 0        | 27        | 3         |
| Fiorentina          | 2018–19             | Serie A             | 10       | 0        | 0            | 0            | —        | —        | 10        | 0         |
| Fiorentina          | 2019–20             | Serie A             | 30       | 6        | 4            | 2            | —        | —        | 34        | 8         |
| Fiorentina          | 2020–21             | Serie A             | 37       | 21       | 3            | 0            | —        | —        | 40        | 21        |
| Fiorentina          | 2021–22             | Serie A             | 21       | 17       | 3            | 3            | —        | —        | 24        | 20        |
| Fiorentina          | Tổng cộng           | Tổng cộng           | 98       | 44       | 10           | 5            | —        | —        | 108       | 49        |
| Juventus            | 2021–22             | Serie A             | 15       | 7        | 4            | 1            | 2        | 1        | 21        | 9         |
| Juventus            | 2022–23             | Serie A             | 27       | 10       | 2            | 0            | 13       | 4        | 42        | 14        |
| Juventus            | Tổng cộng           | Tổng cộng           | 42       | 17       | 6            | 1            | 15       | 5        | 63        | 23        |
| Tổng cộng sự nghiệp | Tổng cộng sự nghiệp | Tổng cộng sự nghiệp | 161      | 62       | 21           | 8            | 16       | 5        | 198       | 75        |

1. ↑  Bao gồm Serbian Cup, Coppa Italia
2. ↑  Ra sân tại UEFA Europa League
3. ↑  Ra sân tại UEFA Champions League
4. ↑  5 lần ra sân và 1 bàn tại UEFA Champions League, 8 lần ra sân và 3 bàn tại UEFA Europa League

### Đội tuyển quốc gia
Tính đến ngày 27 tháng 3 năm 2023
| Đội tuyển quốc gia | Năm       | Trận | Bàn |
| ------------------ | --------- | ---- | --- |
| Serbia             | 2020      | 4    | 1   |
| Serbia             | 2021      | 10   | 6   |
| Serbia             | 2022      | 5    | 3   |
| Serbia             | 2023      | 2    | 3   |
| Tổng cộng          | Tổng cộng | 21   | 13  |

Tỷ số và kết quả liệt kê bàn thắng của Serbia trước, cột tỷ số cho biết tỷ số sau mỗi bàn thắng của Vlahović.
| #  | Ngày                 | Địa điểm                                                | Trận | Đối thủ          | Tỷ số | Kết quả | Giải đấu                                 |
| -- | -------------------- | ------------------------------------------------------- | ---- | ---------------- | ----- | ------- | ---------------------------------------- |
| 1  | 18 tháng 11 năm 2020 | Sân vận động Rajko Mitić, Belgrade, Serbia              | 4    | Nga              | 3–0   | 5–0     | UEFA Nations League 2020–21 (hạng đấu B) |
| 2  | 24 tháng 3 năm 2021  | Sân vận động Rajko Mitić, Belgrade, Serbia              | 5    | Cộng hòa Ireland | 1–1   | 3–2     | Vòng loại FIFA World Cup 2022            |
| 3  | 1 tháng 9 năm 2021   | Sân vận động Nagyerdei, Debrecen, Hungary               | 8    | Qatar            | 3–0   | 4–0     | Giao hữu                                 |
| 4  | 9 tháng 10 năm 2021  | Sân vận động Luxembourg, Luxembourg City, Luxembourg    | 11   | Luxembourg       | 1–0   | 1–0     | Vòng loại FIFA World Cup 2022            |
| 5  | 12 tháng 10 năm 2021 | Sân vận động Rajko Mitić, Belgrade, Serbia              | 12   | Azerbaijan       | 1–0   | 3–1     | Vòng loại FIFA World Cup 2022            |
| 6  | 12 tháng 10 năm 2021 | Sân vận động Rajko Mitić, Belgrade, Serbia              | 12   | Azerbaijan       | 2–1   | 3–1     | Vòng loại FIFA World Cup 2022            |
| 7  | 11 tháng 11 năm 2021 | Sân vận động Rajko Mitić, Belgrade, Serbia              | 13   | Qatar            | 3–0   | 4–0     | Giao hữu                                 |
| 8  | 27 tháng 9 năm 2022  | Sân vận động Ullevaal, Oslo, Na Uy                      | 16   | Na Uy            | 1–0   | 2–0     | UEFA Nations League 2022–23 (hạng đấu B) |
| 9  | 18 tháng 11 năm 2022 | Sân vận động Al Muharraq, Arad, Bahrain                 | 17   | Bahrain          | 3–1   | 5–1     | Giao hữu                                 |
| 10 | 2 tháng 12 năm 2022  | Sân vận động 974, Doha, Qatar                           | 19   | Thụy Sĩ          | 2–1   | 2–3     | FIFA World Cup 2022                      |
| 11 | 24 tháng 3 năm 2023  | Sân vận động Rajko Mitić, Belgrade, Serbia              | 20   | Litva            | 2–0   | 2–0     | Vòng loại UEFA Euro 2024                 |
| 12 | 27 tháng 3 năm 2023  | Sân vận động Thành phố Podgorica, Podgorica, Montenegro | 21   | Montenegro       | 1–0   | 2–0     | Vòng loại UEFA Euro 2024                 |
| 13 | 27 tháng 3 năm 2023  | Sân vận động Thành phố Podgorica, Podgorica, Montenegro | 21   | Montenegro       | 2–0   | 2–0     | Vòng loại UEFA Euro 2024                 |

## Danh hiệu
Partizan
- Serbian SuperLiga: 2016–17[29]
- Serbian Cup: 2015–16, 2016–17[29]

Fiorentina Primavera
- Coppa Italia Primavera: 2018–19 [it][26]

Juventus
- Coppa Italia: 2023–24[74]

### Cá nhân
- Cầu thủ trẻ xuất sắc nhất năm của Serie A: 2020–21[75]
- Serie A Player of the Month: December 2021[76]
- Vua phá lưới Coppa Italia: 2021–22 (4 bàn)
- Serie A Team of the Year: 2021–22[77]